# Передвір'я
Передвір'я — село в Україні, у Яворівському районі Львівської області. Населення становить 232 особи. Орган місцевого самоврядування — Яворівська міська рада.

## Історія
За роки радянської влади село в документах називали «Передбір'я». Рішення про перейменування села Передбір'я на село Передвір'я прийняла Львівська обласна рада 19.09.1989 р. Дата опублікування 01.10.1989 р. («Відомості Верховної Ради України» № 43, с. 618).
У селі знаходиться цегляна церква Зачаття Святого Івана Хрестителя (УГКЦ), збудована у 2015 році. Попередня дерев'яна церква згадується у документах 1805 року, як стара. У 1808 році на її місці поставлена існуюча дерев'яна церква. У 1938 році розширена добудовою бокових рамен нави і покрита бляхою.
У 1991 році дерев'яний бабинець замінено мурованим та потиньковано зовнішні стіни церкви, а після 2000 року збережені дерев'яні частини стін оббили пластиковою вагонкою — церква зовні остаточно перестала виглядати дерев'яною. Зачинена з 1960 по 1989 рік. Дзвіниця сучасна, мурована, знаходиться на захід від церкви.
Адміністратор: о. Шидловський Володимир (від 29.01) [попередні парохи: — до 2010.11.29 адмін. о. Грицан Степан].

## Населення

### Мова
Розподіл населення за рідною мовою за даними перепису 2001 року:
| Мова       | Кількість | Відсоток |
| ---------- | --------- | -------- |
| українська | 232       | 100%     |